# UFC 312
UFC 312: du Plessis vs. Strickland 2 foi um evento de artes marciais mistas produzido pelo Ultimate Fighting Championship que aconteceu em 9 de fevereiro de 2025, na Qudos Bank Arena em Sydney, Austrália.

## Contexto
O evento marcou a sétima visita do UFC a Sydney e a primeira desde o UFC 293, realizado em setembro de 2023.
Uma revanche pelo Cinturão Peso Médio do UFC entre o atual campeão Dricus du Plessis (também ex-campeão meio-médio do KSW) e o ex-campeão Sean Strickland foi a luta principal do evento. O confronto já havia ocorrido um ano antes, no UFC 297, quando du Plessis conquistou o título por decisão dividida.
Uma luta pelo Cinturão Peso Palha Feminino do UFC entre a atual bicampeã Zhang Weili e a vencedora do The Ultimate Fighter: Team Joanna vs. Team Cláudia Tatiana Suarez serviu como coevento principal.
Uma luta na categoria peso meio-pesado entre Jimmy Crute e Marcin Prachnio estava programada para este evento. No entanto, Prachnio se retirou do confronto por motivos desconhecidos e foi substituído pelo ex-campeão meio-pesado do LFA Rodolfo Bellato.
O vencedor do peso mosca do Road to UFC Season 2 Rei Tsuruya e Stewart Nicoll estavam programados para se enfrentar em uma luta na categoria peso mosca. No entanto, Nicoll foi forçado a se retirar devido a uma lesão, e o confronto foi cancelado.
Uma luta na categoria peso galo entre o estreante Aleksandre Topuria e Cody Haddon estava programada para este evento. No entanto, Haddon se retirou da luta devido a uma lesão no pé e foi substituído pelo também estreante Colby Thicknesse.
Uma luta na categoria peso mosca entre o vencedor do Road to UFC Season 1 Park Hyun-sung e Nyamjargal Tumendemberel estava programada para o evento. No entanto, o confronto foi cancelado devido a um problema de gerenciamento de peso por parte de Nyamjargal.
Durante a transmissão do evento, foi anunciado que a luta interina pelo Cinturão Peso Médio do UFC realizada em abril de 2019, no UFC 236, entre Israel Adesanya (que mais tarde se tornaria bicampeão dos médios) e Kelvin Gastelum, vencedor do The Ultimate Fighter: Team Jones vs. Team Sonnen, será a próxima a ser introduzida na “ala das lutas” do Hall da Fama do UFC, durante a International Fight Week, em Las Vegas, neste verão. Adesanya conquistou o título interino por decisão unânime após uma luta equilibrada e intensa.

## Resultados
1. ↑  Pelo Cinturão Peso Médio do UFC.
2. ↑  Pelo Peso Palha Feminino do UFC.

## Prêmios de bônus
Os seguintes lutadores receberam bônus de US$ 50.000.
- Luta da Noite: Rong Zhu vs. Kody Steele
- Performance da Noite: Tallison Teixeira e Quillan Salkilld